# غشي (فطر)
الغُشَيّ أو الصرائق (مفرده: صريقة ويعني الرُّقَاقَة) هو طبقة الأنسجة الموجودة على حامل الأبواغ للجسم الثمري للفطر حيث تتطور الخلايا إلى زقية، والتي تنتج الأبواغ. وتوجد في الوجه السفلي لقبعة الفطر.

## معرض الصور

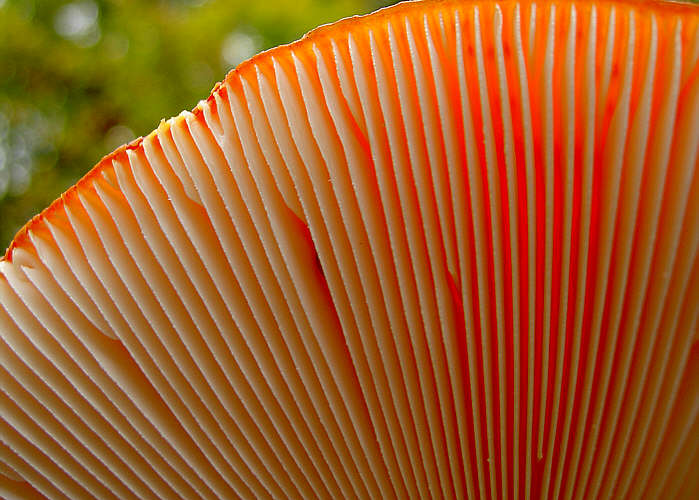
الغشي في أمانيت الذباب
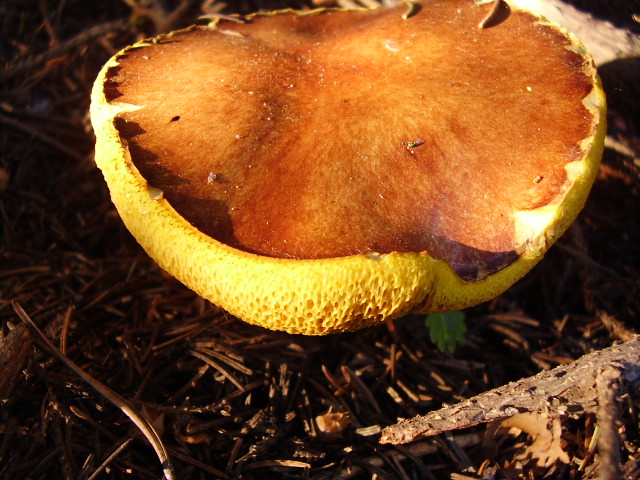
غشي ذو المسام الصفراء الزاهية
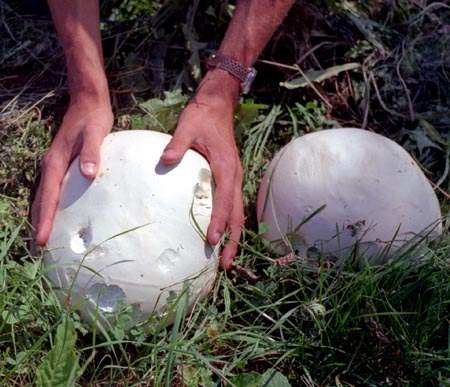
فطر نفاث ناضج
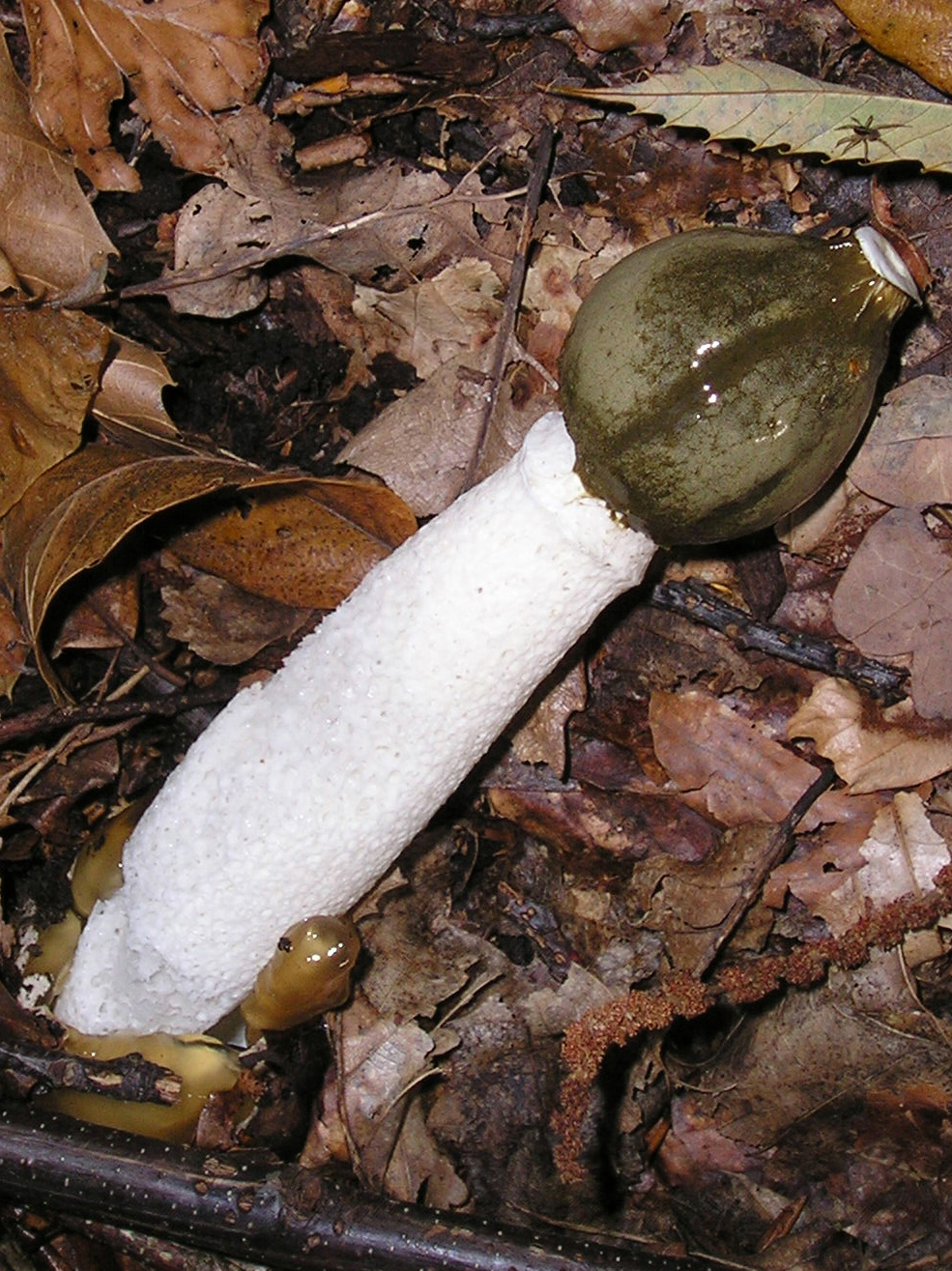
قرن نتن شائع
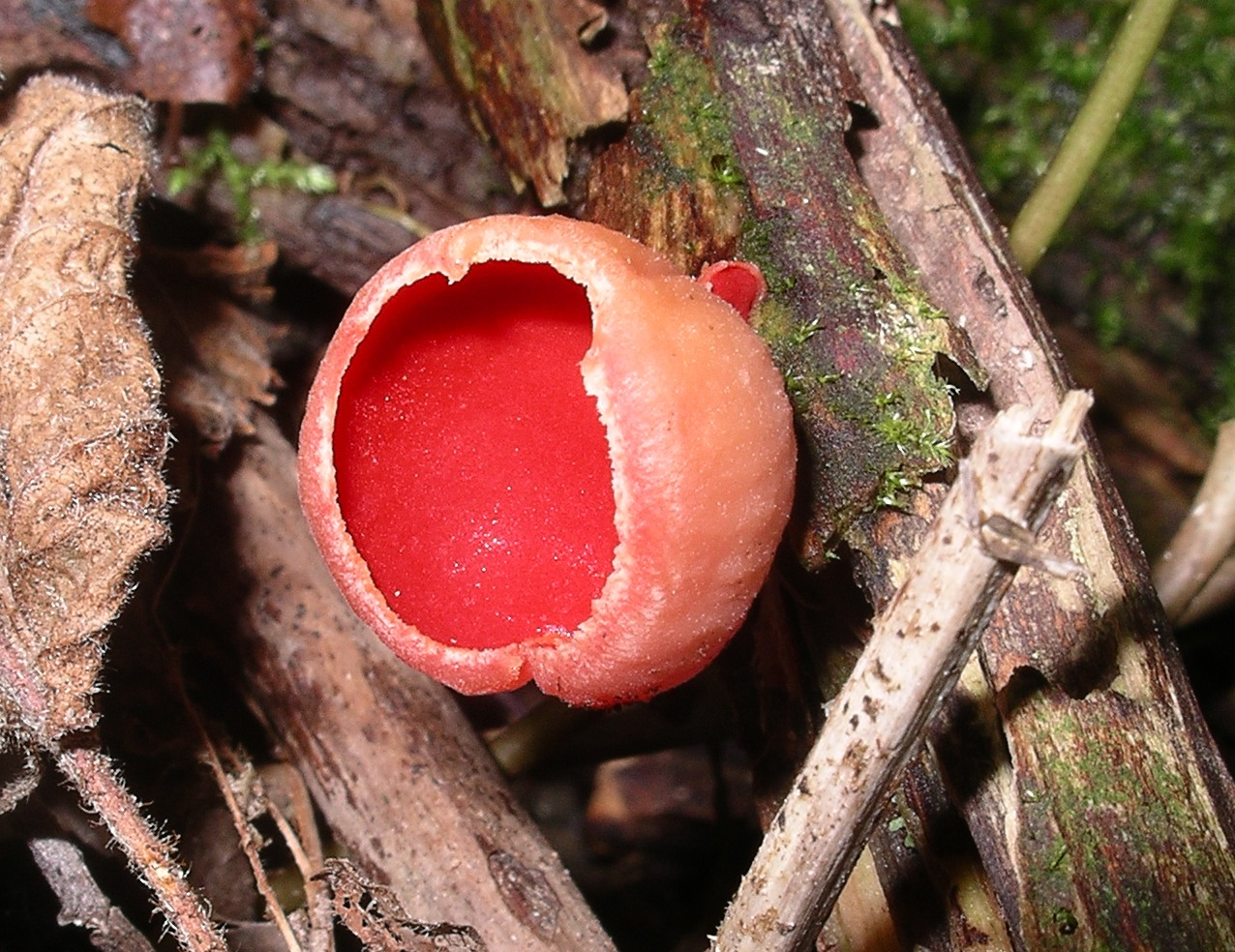
كأس فطر
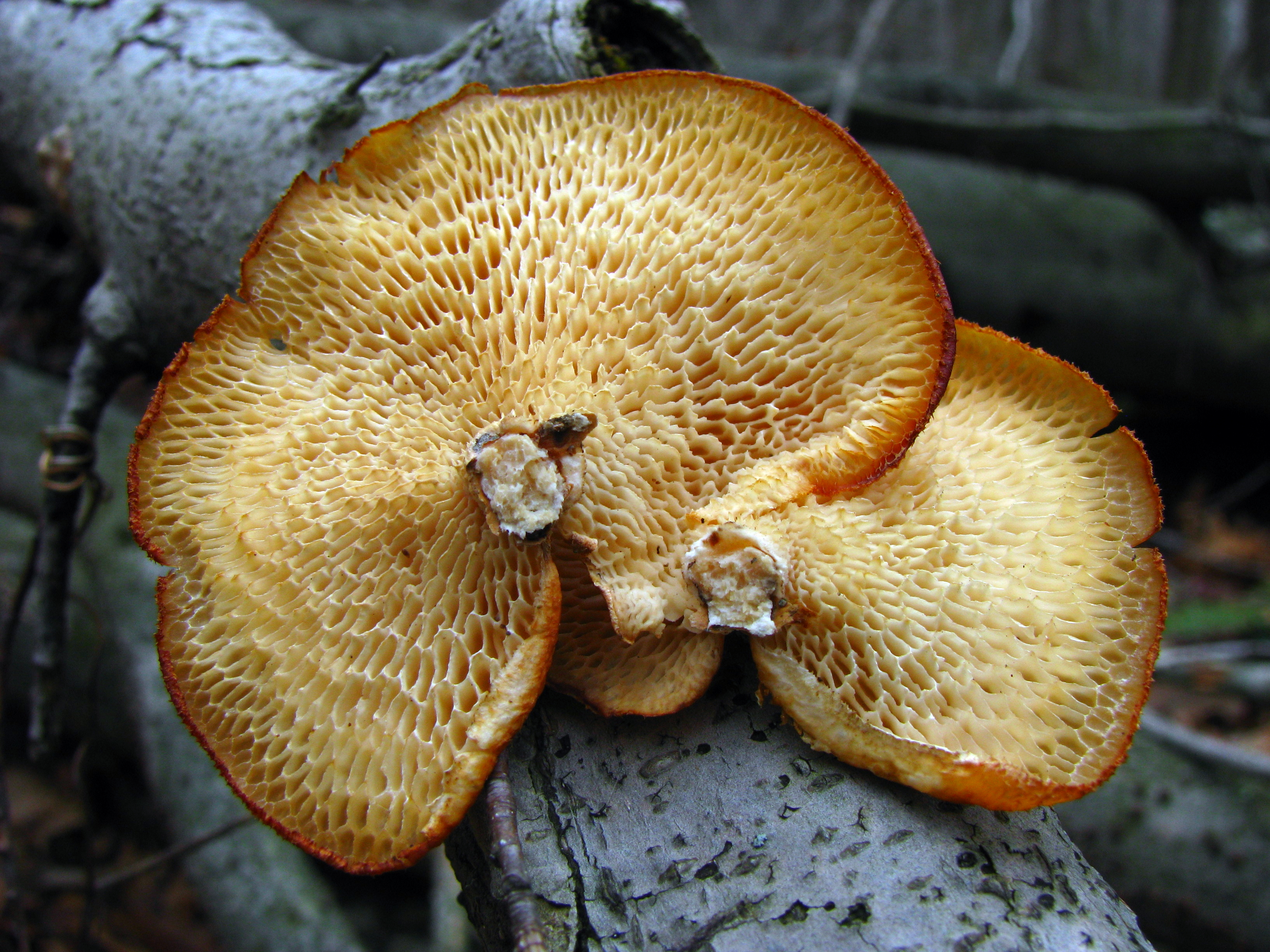
المسام الزاويّة الكبيرة